# Clovis Le Bail
Pas d'image ? Cliquez ici

a Compétitions nationales et continentales officielles uniquement.

Dernière mise à jour le 13 juin 2025.
Clovis Le Bail, né le 29 novembre 1995 à Nantes (Loire-Atlantique), est un joueur français de rugby à XV évoluant au poste de demi de mêlée.
Son frère Jules est aussi joueur de rugby professionnel.

## Carrière

### Formation
Clovis Le Bail fait ses premiers pas sur les terrains de rugby à l'âge de cinq ans à l'école de rugby du Stade nantais .
Durant la saison 2012-2013, il remporte le championnat de France des juniors Balandrade avec Nantes.
Il évolue au sein du club nantais jusqu'en 2014 et son arrivée dans l'équipe espoir de la Section paloise.

### Section paloise (2016-2023)
Durant la saison 2015-2016, il joue deux matchs de Top 14. Il rentre pour la première fois en jeu face au Stade rochelais en rentrant sur la pelouse à la 69e minute en même temps que son frère. Il reste tout de même dans l'effectif espoir du club.
Durant la saison 2016-2017, il ne joue aucun match de Top 14 et fait une saison complète avec les espoirs du club.
À partir de 2018, il est régulièrement aligné en Top 14, où il est la doublure de Thibault Daubagna, en compagnie de Julien Blanc,.
Il signe son premier contrat pro début 2019 avec le club béarnais.
Avec l'arrivée de Samuel Marques au début de la saison 2019-2020, son temps de jeu diminue fortement.
En février 2020, il participe avec le club palois, au Supersevens et atteint la finale perdue face au Racing 92 (28 à 12),.
Il explose finalement avec le club palois lors de la saison 2020-2021, accumulant un temps de jeu conséquent.
En septembre 2021, il prolonge son contrat pour deux saisons supplémentaires, soit jusqu'en juin 2024. 
Fin mars 2023, il se fracture le péroné et il voit sa saison 2022-2023 terminée. Toujours en mars, alors qu'il est encore sous contrat avec la Section paloise jusqu'en juin 2024, il s'engage pour deux saisons avec le Racing 92,.

### Racing 92 (2023-2025)
Clovis Le Bail fait ses débuts avec l'équipe francilienne le 26 août 2023, lors de la deuxième journée du Top 14, au Stade du Hameau face à son ancien club, la Section paloise, en entrant en jeu à la 62e minute à la place de Nolann Le Garrec. Peu utilisé lors de son passage au Racing, notamment à cause de la concurrence de Nolann Le Garrec, il décide de quitter le club en 2025 et s'engage avec le RC Toulon,.

### En équipe nationale
Clovis Le Bail est convoqué par Fabien Galthié en juillet 2021 pour la tournée d'été en Australie avec le XV de France. Il ne dispute aucun match. Il est de nouveau appelé en novembre 2021, pour la tournée d'automne, en remplacement de Baptiste Couilloud pour préparer les matches contre la Géorgie et les All Blacks. Il est à nouveau pas utilisé.

## Palmarès
- Champion de France juniors de la Coupe Jules Balandrade en 2013 avec le Stade nantais.
- Finaliste du Supersevens en 2020 avec la Section paloise.